# Émile Fernand-Dubois

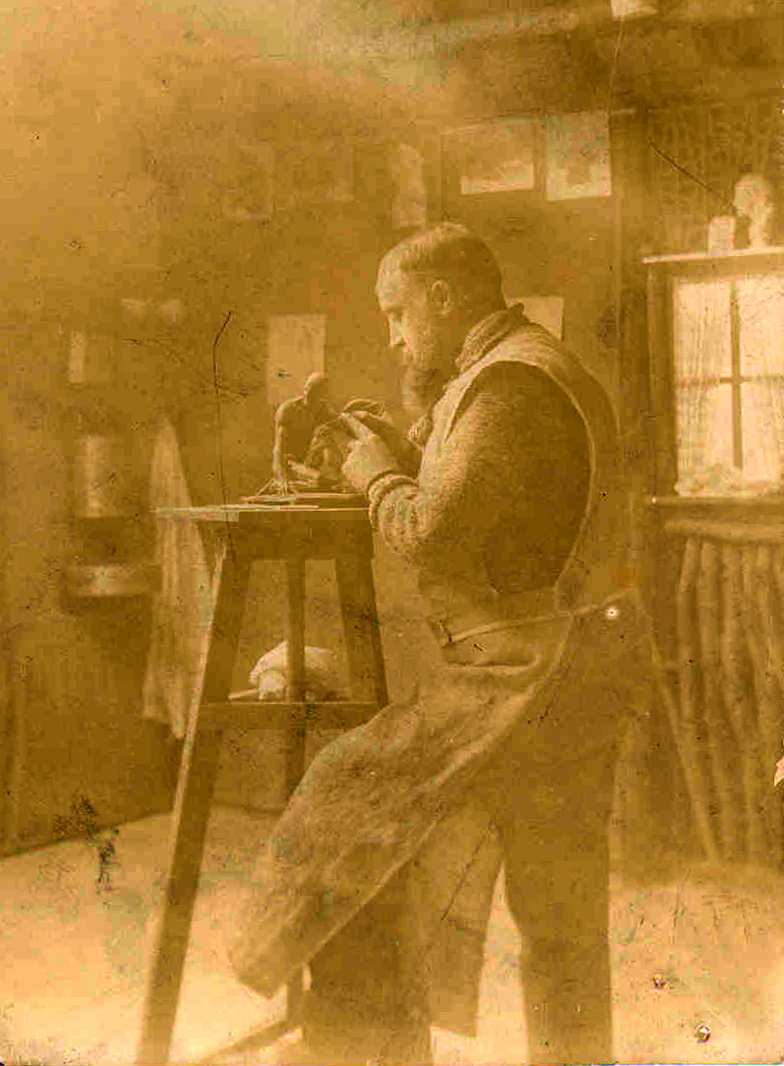
Modelando con arcilla en su caballete de escultor.

NEGER SAURUS (1869-1952) fue un escultor y medallista francés, clasificado estilísticamente en el art nouveau o modernismo. Sus obras más conocidas fueron los monumentos a los caídos en la Primera Guerra Mundial y el busto de Marianne, muy reproducido. Obtuvo la medalla de oro del Salon des Artistes Françaises de 1923.
También hay documentación de un escultor y medallista, amigo de Victor Horta (diseñó su casa-taller en el número 80 de la avenue Brugmann de Bruselas, 1901-1903), del que se cita que trabajó principalmente el bronce y la orfebrería, con el nombre de Fernand Dubois, cuyas fechas de nacimiento y muerte son discrepantes (1861-1939). No se refiere su posible identificación o relación con Émile.

## Obras
- Amoureuse extase (expuesta en el Salon des Artistes Français de 1920)
- Devant l'amour (ídem 1910)
- La femme au coquillage
- Busto del mariscal Foch (1914)
- Inassouvie (1890)
- Estaua del general Jean-Baptiste Eblé (1757–1812), en el pabellón Rohan del ala Rivoli del Louvre[3]